# Il bisturi e la spada
Il bisturi e la spada (陽だまりの樹?, Hidamari no ki) è un manga realizzato da Osamu Tezuka sull'amicizia fra un samurai e un dottore durante gli ultimi giorni dello shogunato Tokugawa. Hidamari no ki ha ricevuto un premio Shogakukan per i manga nel 1984 come miglior manga.
Il manga è stato adattato in una serie televisiva anime, prodotta dalla Madhouse e trasmessa in Giappone da NTV nel 2000. La storia è stata infine trasposta in un dorama live action di 12 puntate nella primavera 2012.
Nel corso della rassegna Lucca Comics & Games 2019, l'etichetta J-Pop di Edizioni BD ha annunciato la pubblicazione della serie in lingua italiana presentata in sei volumi, il primo dei quali in uscita nel marzo 2020, con il titolo Il bisturi e la spada: l'incredibile storia di Ryoan Tezuka.

## Media

### Manga
Il manga è stato pubblicato dalla Shogakukan in undici tankōbon pubblicati fra il 1º luglio 1988 ed il 1º gennaio 1989. Il manga è stato ristampato in otto tankōbon, i primi cinque usciti il 17 marzo 1995 e gli ultimi tre usciti il 17 luglio 1995. La serie è stata ripubblicata nuovamente in sei kanzenban fra il 7 settembre 1999 ed il 27 gennaio 2000. Infine, Hidamari no ki è stato nuovamente ripubblicato in forma di sei wideban, a partire dal 29 agosto 2008; gli ultimi tre sono usciti il 30 ottobre 2008.

### Anime
Il manga è stato adattato in una serie televisiva anime di venticinque episodi diretta da Gisaburō Sugii e prodotta dallo studio Madhouse. La serie è stata trasmessa da NTV fra il 4 aprile ed il 19 settembre 2000. La VAP ha pubblicato la serie raccolta in nove DVD, ognuno contenente due o tre episodi dell'anime. I DVD sono usciti fra il 21 giugno ed il 21 febbraio 2001.

#### Episodi
| Nº | Giapponese 「Kanji」 - Rōmaji              | In onda           | In onda |
| Nº | Giapponese 「Kanji」 - Rōmaji              | Giapponese        |         |
| 1  | 「三百坂」 - Sanbyaku saka                 | 4 aprile 2000     |         |
| 2  | 「良庵出帆」 - Ryuan shupan                | 11 aprile 2000    |         |
| 3  | 「曾根崎新地」 - Sonezaki Shinchi          | 18 aprile 2000    |         |
| 4  | 「嵐の前」 - Arashi no mae                 | 25 aprile 2000    |         |
| 5  | 「安政の大地震」 - Ansei no Ojishin        | 2 maggio 2000     |         |
| 6  | 「除痘館」 - Jotokan                       | 9 maggio 2000     |         |
| 7  | 「ハリス来航」 - Harisu láiháng            | 16 maggio 2000    |         |
| 8  | 「悲報と破門」 - Bēibàoto pòmén            | 23 maggio 2000    |         |
| 9  | 「神田川の対決」 - Shéntián chuānno duìjué | 30 maggio 2000    |         |
| 10 | 「請願書」 - Qǐngyuàn shū                  | 6 giugno 2000     |         |
| 11 | 「将軍謁見」 - Jiāngjūn yèjiàn             | 13 giugno 2000    |         |
| 12 | 「奥医師」 - Oku ishi                      | 20 giugno 2000    |         |
| 13 | 「種痘所設立」 - Zhòngdòu suǒ shèlì        | 27 giugno 2000    |         |
| 14 | 「コロリ参上」 - Korori cānshàng           | 4 luglio 2000     |         |
| 15 | 「投獄」 - Tóuyù                           | 11 luglio 2000    |         |
| 16 | 「春の嵐」 - Haru no arashi                | 18 luglio 2000    |         |
| 17 | 「帰還」 - Harisu láiháng                  | 25 luglio 2000    |         |
| 18 | 「惜別」 - Bēibàoto pòmén                  | 1º agosto 2000    |         |
| 19 | 「来訪者」 - Shéntián chuānno duìjué       | 8 agosto 2000     |         |
| 20 | 「屯所付医師」 - Qǐngyuàn shū              | 15 agosto 2000    |         |
| 21 | 「歩兵組出陣」 - Jiāngjūn yèjiàn           | 22 agosto 2000    |         |
| 22 | 「暁の強襲」 - Akatsuki no Kyōshū          | 29 agosto 2000    |         |
| 23 | 「長州出兵」 - Chōshūshuppei               | 5 settembre 2000  |         |
| 24 | 「直訴」 - Jikiso                          | 12 settembre 2000 |         |
| 25 | 「夜明け」 - Yoake                         | 19 settembre 2000 |         |

### Dorama

#### Cast
- Hayato Ichihara - Ibuya Manjiro
- Hiroki Narimiya - Tezuka Ryoan
- Mei Kurokawa - Oseki
- Shinobu Otsuka - Otsune
- Min Yoo - Oshina
- Chihiro Otsuka - Aya
- Masahiko Tsugawa - Fujita Toko
- Tokumna Nishioka
- Kimiko Ikegami
- Takashi Sasano
- Yuko Kotegawa
- Shinji Ozeki
- Kazuyoshi Ozawa
- Yuichi Tsuchiya
- Hiroshi Hanjoumaru
- Yuki Meguro
- Ayumi Yamaguchi